# José Federico de Carvajal
José Federico de Carvajal Pérez (ur. 14 marca 1930 w Maladze, zm. 13 czerwca 2015 w Madrycie) – hiszpański polityk i prawnik, deputowany i senator, w latach 1982–1989 przewodniczący Senatu.

## Życiorys
Z wykształcenia prawnik, absolwent Universidad de Madrid. Podjął praktykę w zawodzie adwokata. Zaangażował się w działalność polityczną w ramach Hiszpańskiej Socjalistycznej Partii Robotniczej, działającej w podziemiu w okresie dyktatury generała Francisca Franco. Bronił osób oskarżanych w procesach politycznych. Założył i przewodniczył madryckiej federacji prawników działającej w ramach centrali związkowej UGT.
W okresie demokratyzacji w 1977 zasiadł w Senacie, mandat wykonywał do 1979. W 1979 kierował komisją zarządzającą PSOE, organem odpowiedzialnym za czasowe kierowanie partią. W latach 1982–1989 ponownie wchodził w skład izby wyższej hiszpańskiego parlamentu, pełniąc funkcję jego przewodniczącego. Od 1989 do 1993 sprawował mandat posła do Kongresu Deputowanych IV kadencji. Wycofał się później z bieżącej polityki, powracając do praktyki prawniczej.